# Pop-Kultur (Festival)
Das Pop-Kultur ist ein seit 2015 in Berlin veranstaltetes Festival.

## Geschichte
Das Festival findet seit 2015 statt und gilt als Nachfolger der Berlin Music Week, die nach fünf Jahren eingestellt wurde. Neben den regulären Auftritten werden unter anderem Auftragsarbeiten für das Festival aufgeführt und Workshops für Newcomer-Musiker sowie Podiumsdiskussionen veranstaltet. 2017 wurde das Festival nach einem Aufruf durch die BDS-Bewegung von mehreren Musikern aus dem arabischen Raum boykottiert, weil die israelische Botschaft Reisekosten mit 500 Euro bezuschusst hatte. Auch in den Folgejahren gab es Boykottaufrufe.

## Ausgaben
| Jahr | Programm (Auswahl) | Ort             | Besucher |
| ---- | --- | --------------- | -------- |
| 2015 | Fenster, Neneh Cherry, Sophie Hunger                                                                                   | Berghain        | 10.600   |
| 2016 | Metronomy, Mogwai, Roosevelt                                                                                           | Berlin-Neukölln | 9500     |
| 2017 | Young Fathers | Kulturbrauerei  | 10.000   |
| 2018 | And You Will Know Us By The Trail Of Dead, Drangsal, Neneh Cherry                                                      | Kulturbrauerei  | 10.000   |
| 2019 | Anna Calvi, Die Goldenen Zitronen, Mykki Blanco, Deerhoof, Dirk von Lowtzow, Ilgen-Nur, International Music & The Dorf | Kulturbrauerei  | 10.000   |
| 2020 | Mavi Phoenix, The Notwist, The Düsseldorf Düsterboys                                                                   | Kulturbrauerei  | online   |
| 2021 | Layla, Danitsa, Alexander Scheer, Serious Klein, Erika de Casier, Stefanie Sargnagel, Hengameh Yaghoobifarah           | Kulturbrauerei  | 6.000    |
| 2022 | Alyona Alyona, Thala, Gewalt, Christin Nichols, Isolation Berlin, Drangsal                                             | Kulturbrauerei  | 10.000   |

## Rezeption
Oliver Götz bezeichnet das Festival im Musikexpress als „Antithese zu Dosenravioli“ und lobt den Innovationswillen der Veranstalter. Thomas Wochnik vom Tagesspiegel sieht in dem Festival die Utopie einer diversen Popkultur. In der Taz wird von Stephanie Grimm die Künstlerauswahl des Festivals gelobt. Auch im Spiegel wurde das Festival besprochen. Der Konzertveranstalter und Publizist Berthold Seliger kritisiert im Interview mit dem Musikexpress die Finanzierung durch den Senat, der mit dem Festival Wahlkampf betreibe.